# Maison Wood
La Maison Wood, appelée aussi Woold homé en langue éwé, ou Maison des esclaves, ou encore Maison de Woold ou Wood home, est une maison ayant appartenu à un commerçant et négrier écossais, John Henry Wood. Elle est située dans le quartier Lakomé de la ville d'Agbodrafo, au Togo, sur la route nationale no 5 menant au Bénin. Ce lieu correspond à l'ancienne Porto-Seguro, sur la Côte des Esclaves. 

## Caractéristiques
La maison, ayant appartenu à un commerçant et négrier écossais, John Henry Wood, est construite peu après 1835, à la suite de l'installation à Agbodrafo du chef Assiakoley après qu'ait été chassée d’Aného une fraction du clan Adjigo à la tête de laquelle il se trouvait. Cette maison avait pour but d'opérer illégalement un commerce d'esclaves en dépit de l'abolition de la traite atlantique par l'Angleterre en 1807. Habitués à la pratique de l’esclavage sur les côtes d’Aného, Assiakoley et ses notables ne pouvaient en effet abandonner ce commerce juteux malgré les injonctions des puissances occidentales et la surveillance des croisières antiesclavagistes dans le Golfe du Bénin. Cette maison a été utilisée pour la traite illégale jusqu'en 1852. 
Situé à 3 kilomètres de la côte Atlantique, dans une zone à l'époque masquée par la végétation, le bâtiment, de style afro-brésilien, mesure 21,60 mètres de long et 9,95 mètres de large. Il est composé de six chambres, d’un salon, de couloirs de 1,5 mètre de large et d'une cave de 1,50 mètre de hauteur sous l'ensemble de l’édifice. Les pièces supérieures étaient utilisées comme hébergement pour les négriers, tandis que les caves servaient de casernement des esclaves. Ces derniers y étaient poussés depuis l'extérieur à travers plusieurs soupiraux. Une petite trappe située dans le salon permettait un accès aux caves pour les négriers[source secondaire souhaitée].
Contrairement à ceux enfermés dans les forts construits sur la côte du golfe de Guinée dans le cadre du commerce triangulaire, les esclaves de la Maison de Woold ne pouvaient pas se tenir debout dans leur lieu de confinement. En effet, le bâtiment fut conçu dès son origine pour permettre un trafic d'esclaves et devait posséder les caractéristiques de discrétion nécessaire à cette activité illicite.
À proximité de la maison, sur le chemin menant à l'océan, se trouve un puits dénommé le « puits des enchaînés ». Les esclaves s'y lavaient avant leur embarquement sur le bateau négrier à destination des Amériques. La tradition orale africaine affirme qu'après leur toilette, les esclaves étaient forcés de faire sept tours du puits afin de couper leurs liens avec leurs divinités et de garantir aux négriers l'abandon par les esclaves de forces surnaturelles permettant une mutinerie.

## Histoire récente
Étant donné la peur suscitée par ce lieu auprès des habitants des environs, la tradition orale a tenté d'occulter l'histoire de la Maison Wood à partir de la fin de la traite négrière. Ce n'est qu'en 1999 qu'une équipe d'Afro-Américains a fait resurgir la mémoire de ce lieu au cours de recherches sur les sites liés à l'esclavage sur la côte d'Afrique de l'Ouest.
Le site est inscrit depuis le 8 janvier 2002 sur la liste indicative du patrimoine mondial de l'UNESCO.
Le bâtiment a été restauré en 2006,. Il est aujourd'hui un lieu de mémoire accessible aux visiteurs.